# Li Bin (Politikerin)

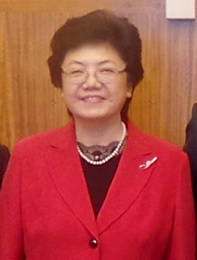
Li Bin (2013)

Li Bin (chinesisch 李斌; * 1954 in Fushun, Provinz Liaoning) ist eine Politikerin in der Volksrepublik China. 
Von 1978 bis 1982 studierte sie an der Jilin-Universität Wirtschaftswissenschaft. 1981 trat sie der Kommunistischen Partei Chinas bei.
Nach Tätigkeiten in Politik und Verwaltung in den Provinzen Heilongjiang und Jilin war Li von 2001 bis 2007 Vize-Gouverneurin der Provinz Jilin. Von 2008 bis 2011 war sie Vorsitzende der Kommission für Bevölkerung und Familienplanung im Ministerrang. 
Von 2011 bis 2013 war sie Gouverneurin sowie stellvertretende Parteisekretärin des Provinzkomitees der Kommunistischen Partei Chinas der Provinz Anhui. Ihr Nachfolger als Gouverneur wurde Wang Xuejun.
Seit 2013 ist sie Vorsitzende der Staatlichen Kommission für Gesundheitswesen und Familienplanung im Ministerrang.
Li ist darüber hinaus seit 2007 Mitglied des Zentralkomitees der KPCh.